# 巨森蚺
巨森蚺（英文：Giant anaconda）是傳說出現於亞馬遜雨林，比一般的森蚺還要巨大的蛇類。傳說最长可达十米，是当今世界上最大的蛇。
巨森蚺很有可能是發育過長的森蚺，但也有人認為很有可能是史前時代殘留的巨型蛇類。